# 606 a. C.
El año 606 a.C. fue un año del calendario romano pre-juliano. En el Imperio Romano, fue conocido como el año 148 Ab Urbe condita.

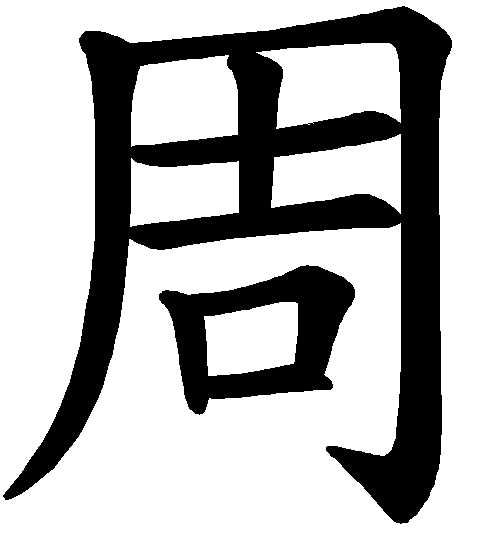
Carácter chino con el que se designa la dinastía Zhou.

## Acontecimientos
- Zhou Dingwang (定王), nacido como Ji Yu (姬瑜), es coronado rey de China.

- Datos: Q247495